# Apátlévna
Apátlévna (1898-ig Livina-Apáti, szlovákul Livinské Opatovce) község Szlovákiában, a Trencséni kerületben, a Simonyi járásban.

## Fekvése
Simonytól 15 km-re északnyugatra található.

## Története
1113-ban Levna Apaty alakban említik először, a zobori kolostor uradalmának része volt. 1340-ben szintén Levna Apathy néven szerepel. A 15. század közepétől a nesztei uradalom része, majd 1777-től a nyitrai káptalané. 1553-ban 9 portája és egy malma volt. Régi temploma 1635 és 1641 között épült reneszánsz stílusban. 1778-ben 18 jobbágy és 3 zsellércsalád lakta. 1828-ban 99 házában 685 lakos élt. Lakói földműveléssel, állattartással, gabonakereskedéssel foglalkoztak.
Vályi András szerint "APÁTI. Livina Apáti. Livinszke Opatovcze. Tót falu Nyitra Vármegyében, birtokosa a’ Nyitrai Káptalanbéli Uraság, lakosai katolikusok, fekszik a’ Bodóki járásban. Határja közép termékenységű, réttye első osztálybéli, malma helyben; de mivel fája nints, szőlős kertyei szorossak, legelője is, második Osztálybéli."
Fényes Elek szerint "Livina, tót falu, Nyitra vmegyében, Trencsén vmegye szélén: 221 kath., 3 evang., 16 zsidó lak. Jó erdő és rét. F. u. többen. Ut. posta Nagy-Tapolcsány 1 óra."
A trianoni békeszerződésig Nyitra vármegye Nyitrazsámbokréti járásához tartozott.
A háború után csehországi, dél-szlovákiai és németországi idénymunkákból éltek. 1947-ben tűzvész okozott nagy károkat a községben.

## Népessége
| Év:            | 1994. | 2004.   | 2014.   | 2024.    |
| -------------- | ----- | ------- | ------- | -------- |
| Emberek száma: | 256   | 242     | 245     | 278      |
| Eltérés:       |       | -5,46 % | +1,23 % | +13,46 % |

| Év:            | 2023. | 2024.   |
| -------------- | ----- | ------- |
| Emberek száma: | 276   | 278     |
| Eltérés:       |       | +0,72 % |

1910-ben 299, túlnyomórészt szlovák lakosa volt.
2001-ben 245 lakosából 241 szlovák volt.
2011-ben 240 lakosából mindegyik szlovák.

## Nevezetességei
- Római katolikus temploma a 19. században épült klasszicista stílusban, a korábbi reneszánsz templom helyén.